# Собор Сибірських святих
Собор Сибірських святих — свято на честь святих православних подвижників Сибіру. Святкування Собору Сибірських святих Російської православної церкви звершується 10 червня за юліанським календарем в день пам'яті святителя Іоанна, митрополита Тобольського і всього Сибіру чудотворця.

## Встановлення святкування
Святкування встановлено в 1984 році у зв'язку з підготовкою до святкування 1000-річчя Хрещення Русі з благословення патріарха Пимена. Перше богослужіння святкування було скоєно в цей рік у Покровському храмі Тобольська. Напередодні свята на малій вечірні єпископ Омський і Тюменський Максим (Кроха) біля раки з мощами святителя Іоана Тобольського прочитав акафіст святому і освятив ікону Собору Сибірських святих, написану іконописцями майстерні Московської Патріархії.

## Список святих
У список Собору Сибірських святих включені наступні святі:
- митрополит Филарет (Амфитеатров), Київський (в схиме Феодосий);
- архімандрит Синесий (Іванов), сподвижник святителя Софрония, епископа Иркутского;
- святитель Софроний (Кристалевский), епископ Иркутский;
- святитель Димитрий (Туптало), митрополит Ростовский;
- святитель Иоанн (Максимович), митрополит Тобольский и всея Сибири чудотворец;
- святитель Иннокентий (Вениаминов), митрополит Московский;
- святитель Павло (Конюшкевич), митрополит Тобольський;
- святитель Іннокентий (Кульчицкий), єпископ Иркутский;
- святитель Филофей (Лещинский) (в схиме Феодор), митрополит Тобольский;
- святитель Симеон (Молюков), митрополит Смоленский;
- святитель Нектарий (Теляшин), архиепископ Тобольский;
- архимандрит Арефа Верхотурский;
- праведный Симеон Верхотурский;
- святитель Мелетий (Леонтович), архиепископ Харьковский;
- преподобный Герман Аляскинский;
- святий мученик Василь Мангазейскій;
- святитель Варлаам (Петров), архієпископ Тобольський і Сибірський;
- митрополит Антоний (Стаховский), Тобольский и Сибирский;
- блаженный Косма Верхотурский, Христа ради юродивый;
- Андрей, ігумен Рафаиловский, Тобольский;
- преподобний святитель Герасим, єпископ Астраханський;
- святитель Мелетій (Якимів), єпископ Рязанський і Зарайський;
- архімандрит Макарій, місіонер Алтайській духовної місії;
- праведний Стефан Омський;
- преподобний Мисаїл Абалацкая, ієромонах Абалацкая монастиря;
- блаженний Іван Верхотурский, Христа ради юродивий;
- блаженна Домна, старица Томська;
- праведний Даниїл Ачинський;
- праведний отрок Петро Томський;
- праведний Феодір Кузьмич Томський;
- преподобний Варлаам Чікойский, пустельник Чікойский;
- преподобний Василіск, пустельник Сибірський;
- преподобний Далмат Ісетський.